# Ямасіта Аяка
Ямасіта Аяка (яп. 山下 杏也加; нар. 29 вересня 1995) — японська футболістка. Вона грала за збірну Японії.

## Клубна кар'єра
У 2014 році дебютувала в «Ніттере Бередза».

## Кар'єра в збірній
Дебютувала у збірній Японії 4 серпня 2015 року в поєдинку проти Південної Кореї. У складі японської збірної учасниця жіночого чемпіонату світу 2019 року. З 2015 по 201 рік зіграла 35 матчів в національній збірній.

## Статистика виступів
| Збірна Японії | Збірна Японії | Збірна Японії |
| Рік           | Матчі         | Голи          |
| ------------- | ------------- | ------------- |
| 2015          | 3             | 0             |
| 2016          | 3             | 0             |
| 2017          | 5             | 0             |
| 2018          | 14            | 0             |
| 2019          | 10            | 0             |
| Загалом       | 35            | 0             |